# Lake Sebu
Lake Sebu là một đô thị hạng 2 ở tỉnh South Cotabato, Philippines. Theo điều tra dân số năm 2000 của Philipin, đô thị này có dân số 54.142 người trong 11.158 hộ.

## Các đơn vị hành chính
Lake Sebu được chia thành 19 barangay.
| - Bacdulong - Denlag - Halilan - Hanoon - Klubi - Lake Lahit - Lamcade - Lamdalag - Lamfugon - Lamlahak | - Lower Maculan - Luhib - Ned - Poblacion - Siluton - Talisay - Takunel - Upper Maculan - Tasiman |